# Лемно (озеро)
Лемно — озеро в Селижаровском муниципальном округе Тверской области России.
Через озеро протекает река Леменка, впадающая в Верхневолжское водохранилище.
На западном берегу озера расположена деревня Лемно.

## Данные водного реестра
По данным государственного водного реестра России относится к Верхневолжскому бассейновому округу, водохозяйственный участок реки — Волга от истока до Верхневолжского бейшлота. Речной бассейн реки — (Верхняя) Волга до Куйбышевского водохранилища (без бассейна Оки).
Код объекта в государственном водном реестре — 08010100411110000000374.